# La10.pe
La10.pe fue un portal de Internet peruano orientado principalmente a la publicación de noticias enteramente deportivas sean nacionales o también internacionales perteneciente al conglomerado peruano de medios Grupo RPP, este portal fue lanzado en el año 2014 y también dedicada a la cobertura en el tiempo real de los principales acontecimientos deportivos con un mayor foco sobre el fútbol nacional e internacional. Se caracteriza por ser un medio periodístico poco serio que hace contenido viral sobre hechos de fútbol. Desaparecio en 2019 debido a la poca acogida que tenía la web.